# Resapamea innota
Resapamea innota là một loài bướm đêm trong họ Noctuidae.